# Philotrypesis caricae
Philotrypesis caricae is een vliesvleugelig insect uit de familie Pteromalidae. De wetenschappelijke naam werd gepubliceerd in 1762 door Carl Linnaeus.